# Santuario di Wies
Il santuario di Wies (ted. Wieskirche o anche Sankt in der Wies) è una chiesa di forma ovale che si trova a Wies, ai piedi delle Alpi tedesche, nella municipalità di Steingaden, nel distretto di Weilheim-Schongau, in Baviera. Venne costruita in stile rococò sul finire degli anni '40 del XVIII secolo da Dominikus Zimmermann, che visse qui gli ultimi undici anni della sua vita.

## Storia
Nel 1738 alcuni credenti dissero di aver visto lacrime su una statua in legno rappresentante il Cristo flagellato. Questo miracolo fu la causa di un immediato pellegrinaggio da parte di parecchie persone che volevano vedere il fatto coi propri occhi. Nel 1740 venne eretta una piccola cappella per ospitare la statua, ma si vide subito che essa non sarebbe stata sufficiente per ospitare il numero di pellegrini che giungevano sul posto, così l'abbazia di Steingaden decise la costruzione di un edificio separato.
La chiesa venne eretta fra il 1745 e il 1754 ed è vista come il capolavoro dell'architetto tedesco Dominikus Zimmermann . Agli inizi del XIX secolo l'edificio venne secolarizzato e solo le proteste degli agricoltori locali lo salvò dalla vendita e dalla possibile demolizione.
Nel 1983 la chiesa del Pellegrinaggio venne inserita nell'elenco dei Patrimoni dell'umanità dell'UNESCO e fra il 1985 e il 1991 venne restaurata fino a raggiungere l'aspetto che si può notare oggi.
La chiesa è dedicata al Salvatore flagellato (Gegeißelter Heiland).

## Allestimenti
Dal 1745 al 1754 i fratelli Zimmermann rielaborarono, sotto la direzione dell'abate Marino II Mayer, l'attuale configurazione della chiesa in stile rococò.
Le decorazioni dell'altare sono opera del pittore della corte bavarese Balthasar August Albrecht.
Le quattro figure dei grandi teologi occidentali, San Girolamo, Sant'Ambrogio, Sant'Agostino, Gregorio Magno sono opere della maturità dello scultore tirolese Anton Sturm.
La volta appiattita della cupola è dipinta con un affresco a trompe-l'œil.

## Immagini del santuario

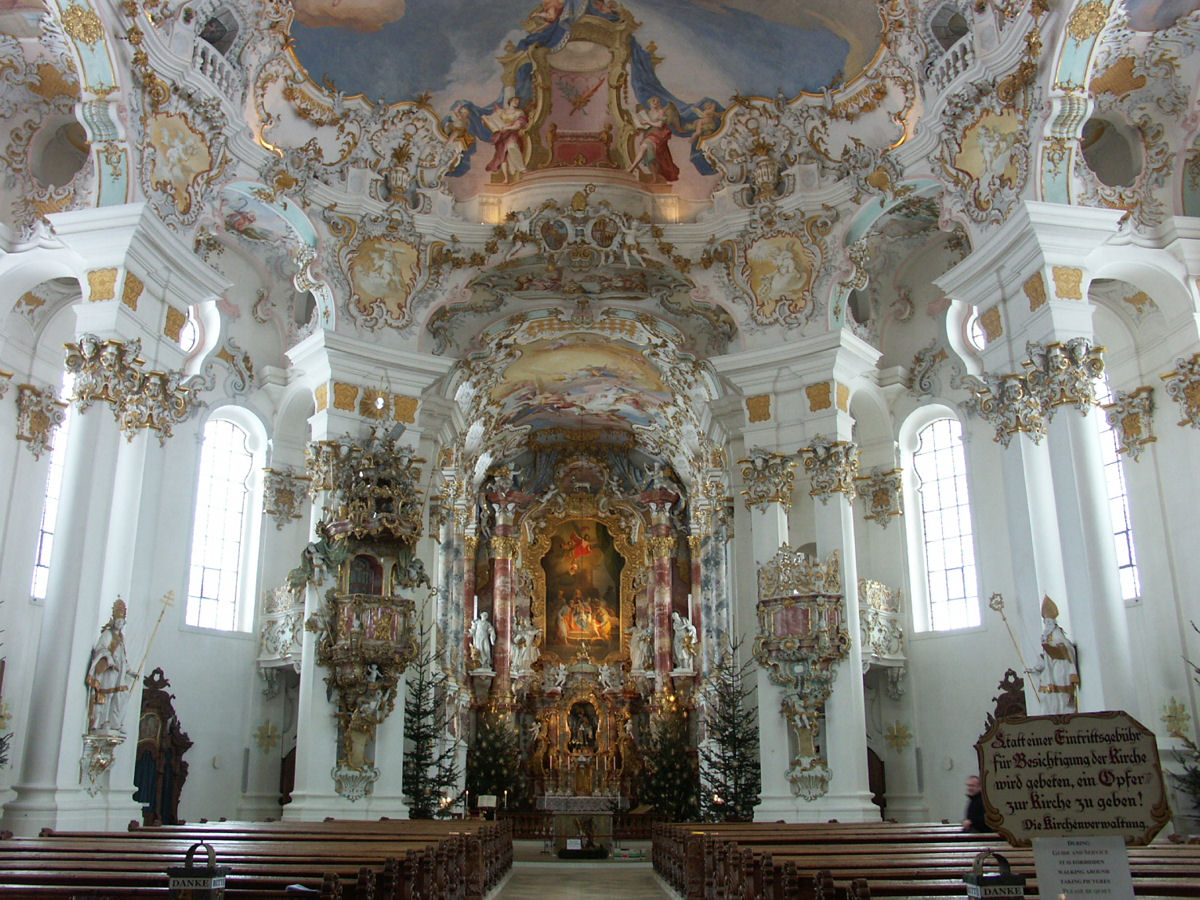
La zona dell'altare maggiore
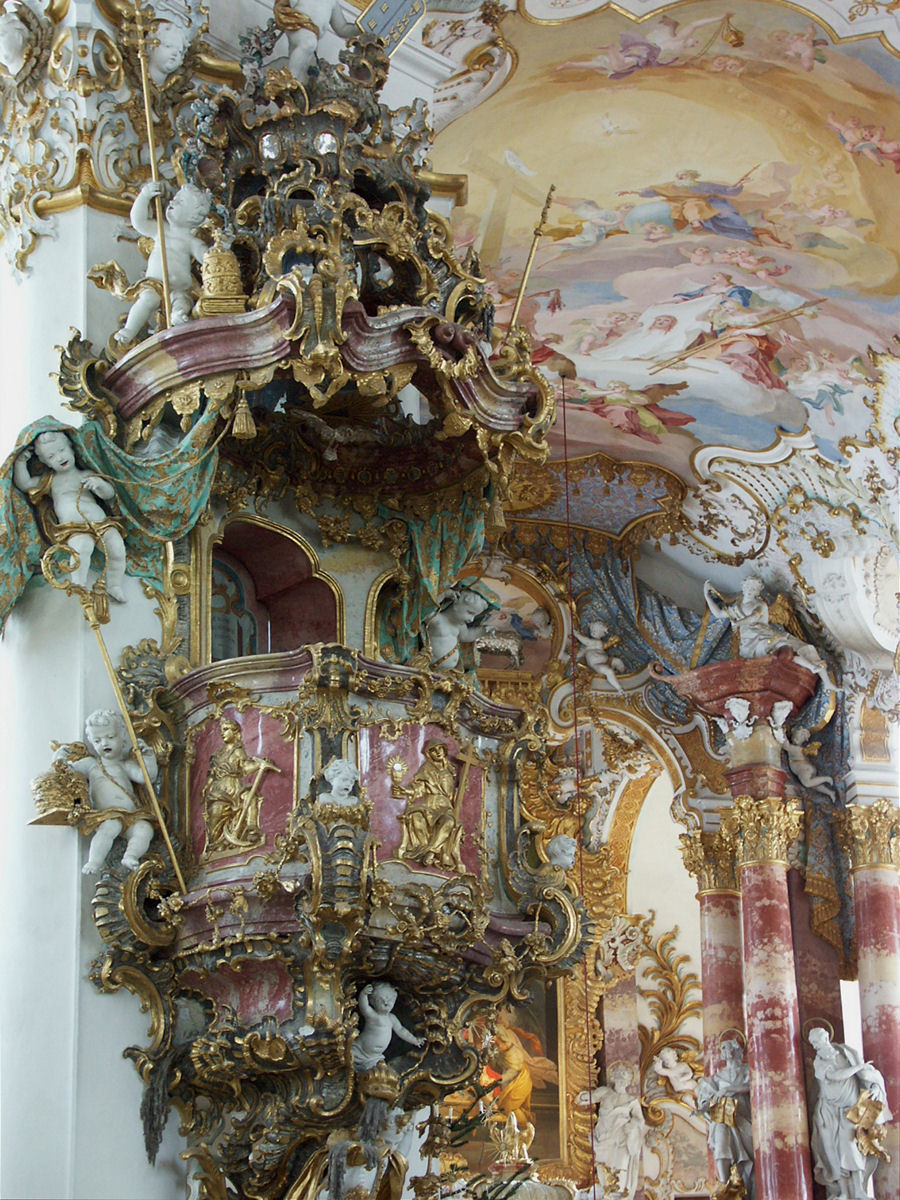
Il pulpito
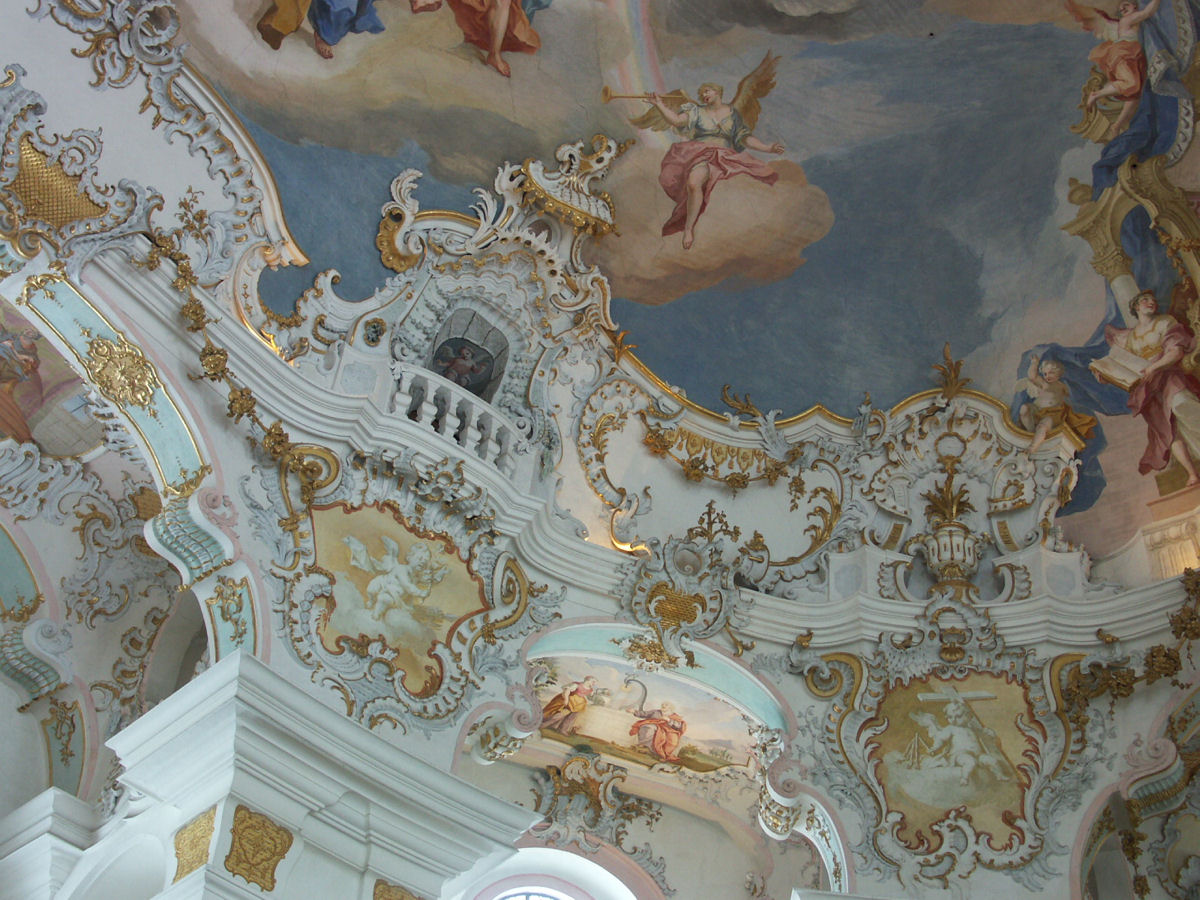
Particolare dell'affresco della cupola
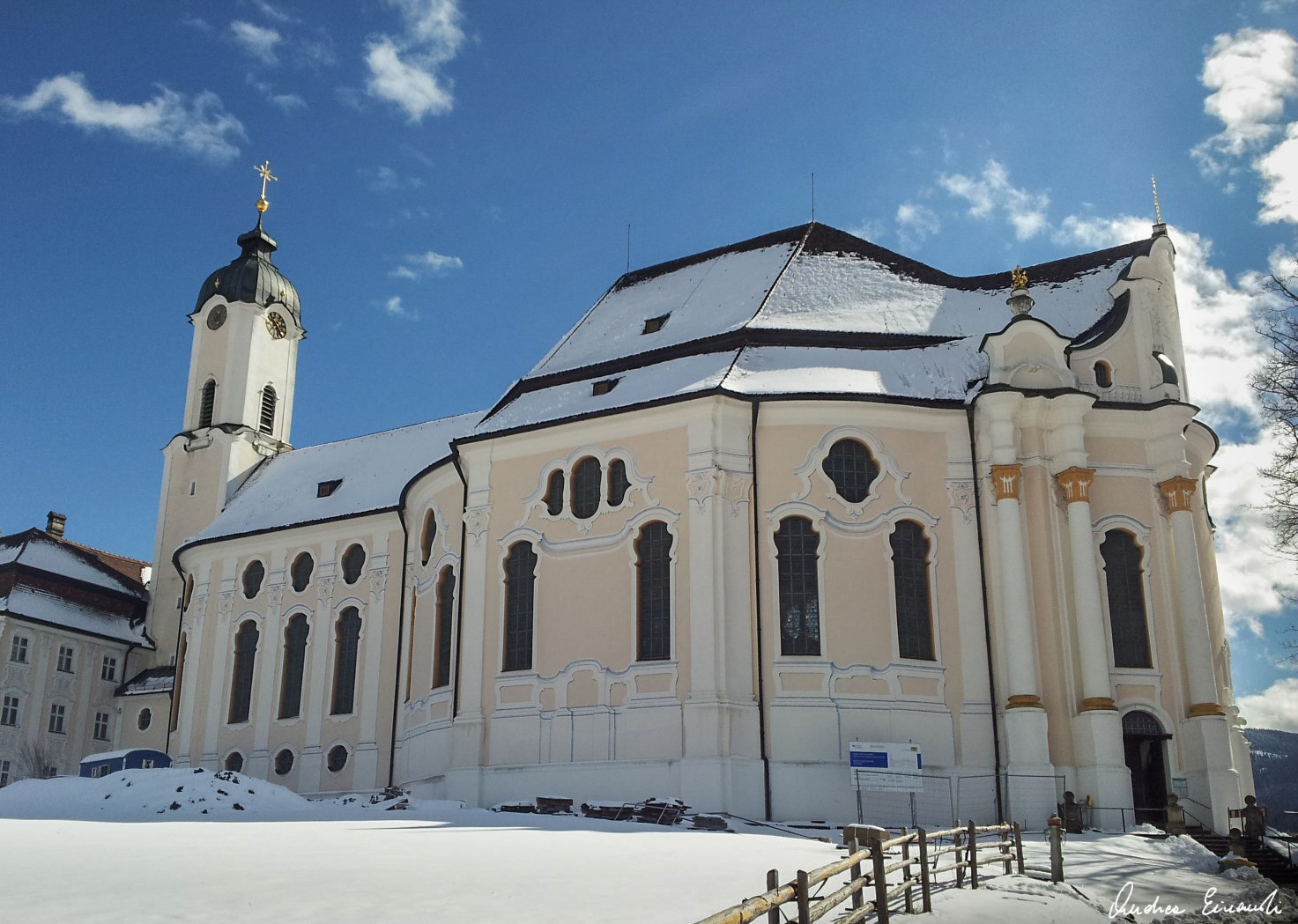
Il santuario in inverno